# Нови скит
Нови скит или Ваведење Богородичино (грч. Νέα Σκήτη, Σκήτη Εισοδίων της Θεοτόκου) један је идиоритмијских светогроских скитова. Окружени миром и тишином, окупани свелошћу сунца, монаси овог скита у њему доживљавају визију сусрета са Богом и свецима. Скит Светог Андреја данас је у пуној обнови и, с обзиром на свој положај у Кареји, место је где ходочасници веома радо бораве, а братство врло радо прима све путнике намернике.

## Положај
Припада манастиру светог Павла, од кога је удаљен око пола сата хода, или на средокраћи између манастира свети Павле и Скита свете Ане. Делом је на заравни, а делом на обронку на западној страни Атонског полуострва.
У тридесетседам станишта борави око 60 монаха који се баве иконописањем, вајарством, златарством, узгајањем лимуна и баштованством.
У горњем делу насеља откривене су старе претхришћанске гробнице, новчићи и грнчарија, што указује на раније постојање старе насеобине.
А када коначно стигне до пустињакове келије у Новом скиту, путник намерник треба дуго да стоји пред вратима док му их неки од монаха не отвори, због њиховог гесла да се само упорнима отварају врата, иако ови пустињаци радо примају гошћу, са посебном радошћу. А када приме госта, они се према њему односе тако да их угошћују најлепше што могу.

## Историја
Нови Скит је основан 1760. године од стране молдавског монаха Данила. Састоји од 37 ћелија и каливе, одвојених, независних зграда намењених за становање монаха (обично једног до три, али не више од шест), у којима данас борави 60 монаха у идиоритмијском стилу. Главна црква која се налази у саставу скита, саграђена је 1757. године и посвећена је Богородичином рођењу.
Кроз овај скит је прошло много познатих личности, што је оставило трага у његовој библиотеци, која располаже са око 20 рукописа, две стотине рукописних кодекса и пет стотина штампаних књига. У храму су сакупљене и реликвије светаца.